# Rumaniamania
『rumaniamania』（ルーマニアマニア）は、日本のバンドrumania montevideoがリリースした1枚目のオリジナルアルバム。

## 批評
| 専門評論家によるレビュー | 専門評論家によるレビュー |
| レビュー・スコア         | レビュー・スコア         |
| 出典                     | 評価                     |
| ------------------------ | ------------------------ |
| CDジャーナル             | 否定的                   |

CDジャーナルは、「スウェーデン・ポップを狙ってるのか、UKギター・バンドを目指すのか? どっちゃにしても、いまどきのセンスあります系で押したいんだろうけど、アニメ声が足をひっぱるか。聴き良いんだけどね。」と批評している。

## 収録曲
| 全作曲: 三好誠、全編曲: 古井弘人 & 三好誠。 |                                                              |           |            |      |
| #                                           | タイトル                                                     | 作詞      | 作曲・編曲 | 時間 |
| 1.                                          | 「lifevideo」                                                | 三好誠    | 三好誠     | 3:59 |
| 2.                                          | 「Still for your love」(1stシングル)                         | 三好真美  | 三好誠     | 4:21 |
| 3.                                          | 「コハク」                                                   | 三好真美  | 三好誠     | 3:20 |
| 4.                                          | 「さよなら」                                                 | 三好真美  | 三好誠     | 4:25 |
| 5.                                          | 「daylight」                                                 | 三好真美  | 三好誠     | 3:43 |
| 6.                                          | 「yesterday」                                                | 三好真美  | 三好誠     | 4:23 |
| 7.                                          | 「pair」                                                     | 三好真美  | 三好誠     | 3:40 |
| 8.                                          | 「群衆」                                                     | 三好真美  | 三好誠     | 4:02 |
| 9.                                          | 「Anny」                                                     | 三好真美  | 三好誠     | 4:03 |
| 10.                                         | 「Good-bye Summer Vacation」(『Still for your love』のc/w曲) | 三好真美  | 三好誠     | 3:07 |
| 11.                                         | 「repeat」                                                   | 三好真美  | 三好誠     | 4:55 |
| 合計時間:                                   | 合計時間:                                                    | 合計時間: | 43:58      |      |

## メディアでの使用
| # | 曲名                    | タイアップ                                                                   | 出典  |
| - | ----------------------- | ---------------------------------------------------------------------------- | ----- |
| 2 | 「Still for your love」 | 読売テレビ制作・日本テレビ系列テレビアニメ『名探偵コナン』エンディングテーマ | [ 3 ] |

## 参加ミュージシャン
- 三好真美：ボーカル・ドラム
- 三好誠：ギター・作曲・編曲
- 麻越さとみ：ベース・コーラス
- 松田明子：キーボード・コーラス・サックス
- 間島和伸：ギター
- 南セシル：コーラス(#2)
- Takumi Ito：コーラス(#6.9)